# ビーンズドーム
ビーンズドームは、兵庫県三木市の三木総合防災公園にある屋内総合テニス場。

## 沿革
- 2008年2月2日、2月3日 - フェドカップ2008・ワールドグループ2・1回戦、日本−クロアチア戦が行われる。
- 2008年（平成20年）9月10日 - フジテレビ系バラエティー番組めちゃ×2イケてるッ!『秋スペシャル』の公開収録が行われ、お笑い芸人岡村隆史とテニス選手杉山愛の試合が行われ、テレビでは10月4日にオンエアされた。
- 2011年7月16日-7月17日 - フェドカップ2011・ワールドグループIIプレーオフ、日本−アルゼンチン戦が行われる。大会後フェドカップ2012ドローが行われた[1]。
- 2012年2月10日-2月12日 - デビスカップ2012・ワールドグループ・1回戦、日本−クロアチア戦が行われる。
- 2015年以降 - 毎年11月にATPチャレンジャーツアーの兵庫ノアチャレンジャー大会を開催[2]。

## 概要
- 屋内テニス場即製立体トラスを使用したドームとしては日本最大である。また、ドーム内には国際試合に対応した1500人収容のセンターコートと8面のサブコートがあり、素材は全てハードコートである。災害時は、応急活動要員の宿泊や救護物資の集積に使われる。東日本大震災では実際に兵庫県における救援物資の集積・仕分作業の拠点として災害支援活動に貢献した。[3]

- なお、2008年12月から2012年3月までの命名権スポンサーにブルボンが決定し、その期間の名称は「ブルボン ビーンズドーム」となる。その後2018年3月まで更新されている。施設の状況としては、使用者の多くが

- 設計　建築　遠藤秀平建築研究所
- 構造　デザイン・構造研究所
- 設備　設備技研　GE設備計画
- 施工　鹿島・安藤・アイサワ・丸正・平尾特別共同企業体
- 敷地面積　1,124,000 m2
- 建築面積　16,167 m2
- 延床面積　16,167 m2
- 階数　地上1階
- 構造　鉄骨造（立体トラス）　一部RC造
- 工期　2005年11月～2007年10月

施設の状況としては、使用者の多くが掃除の不足や、雨漏り、一部のコートが木の根によって盛り上がっているなど、おおくの苦情があるが、現状としては、ほぼ放置されている。実際に様々な大会の期間中に数ミリ程度の雨でも屋上から数箇所の雨漏りが発生し、試合を止めなければならないという欠陥性が高い。2013年のJTA神戸オープンの期間中には雷雨の中で屋上より滝のように雨が漏れ出し全てのコートが使用不可となるなどインドアコートでは考えられないほどの尋常ではない設備の欠陥性を露呈させている。

また飲食スペースがかなりの手狭であり、周辺にも店舗がないため、大会に来場した観客には、その立地の悪さと不便さも指摘されている。

## 主な受賞
- 2008年　屋上・壁面・特殊緑化技術コンクール　環境大臣賞（都市緑化技術開発機構）
- 2009年　都市公園コンクール 国土交通大臣賞 （日本公園緑地協会）
- 2009年　第7回環境・設備デザイン賞 （社団法人建築設備総合協会）
- 2009年　グリーングッドデザイン賞（アメリカ）
- 2011年　ARCHIP Architectural Award 2009（ロシア）
- 2011年　IOC/IAKS AWARD ：SILVER,DISTINCTION（IOC/IAKS）
- 2012年　公共建築賞 優秀賞（公共建築協会）

## 周辺の施設
- 関西国際大学
- 三木市立緑が丘中学校
- ひょうご情報公園都市

## 周辺の道路
- 兵庫県道38号三木三田線
- 志染バイパス
- 兵庫県道83号平野三木線

## アクセス
- 山陽自動車道三木東インターチェンジより、車で7分。
- 神戸電鉄粟生線緑が丘駅駅下車→神姫ゾーンバス「防災公園前」バス下車。